# Lista de episódios de Infinity Train
As primeiras duas temporadas foram exibidas no Cartoon Network, enquanto a temporada 3 até o presente será exibido exclusivamente no serviço de streaming HBO Max.
Esta é a lista de episódios da série Infinity Train.
- No episódio "The Wasteland" (O Terreno Baldio) da segunda temporada, é censurada no Brasil, a parte em que Mace morre.

## Resumo
| Temporada | Temporada | Episódios | Exibição original     | Exibição original     | Exibição no Brasil     | Exibição no Brasil     | Exibição em Portugal | Exibição em Portugal |
| Temporada | Temporada | Episódios | Estreia de temporada  | Final de temporada    | Estreia de temporada   | Final de temporada     | Estreia de temporada | Final de temporada   |
| --------- | --------- | --------- | --------------------- | --------------------- | ---------------------- | ---------------------- | -------------------- | -------------------- |
|           | Piloto    | 1         | 2 de novembro de 2016 | 2 de novembro de 2016 | 29 de dezembro de 2017 | 29 de dezembro de 2017 | N/A                  | N/A                  |
|           | 1         | 10        | 5 de agosto de 2019   | 9 de agosto de 2019   | 4 de novembro de 2019  | 8 de novembro de 2019  | —                    | —                    |
|           | 2         | 10        | 6 de janeiro de 2020  | 10 de janeiro de 2020 | 2 de março de 2020     | 6 de março de 2020     | —                    | —                    |
|           | 3         | 10        | 13 de agosto de 2020  | 27 de agosto de 2020  | 29 de julho de 2021    | 29 de julho de 2021    | —                    | —                    |
|           | 4         | 10        | 15 de abril de 2021   | 15 de abril de 2021   | 16 de setembro de 2021 | 16 de setembro de 2021 | —                    | —                    |

## Episódios

### Piloto (2017)
O episódio piloto de Infinity Train foi ao ar em 1 de novembro de 2016 no VOD da Cartoon Network, e publicado em 29 de dezembro de 2017 no seu canal oficial do YouTube do Brasil.
| # | # | Título                                | Dirigido por                               | Escrito por | Estreias                                                       | Código de produção | Audiência (em milhões) |
| --- | - | ------------------------------------- | ------------------------------------------ | ----------- | -------------------------------------------------------------- | ------------------ | ---------------------- |
| 0 | 0 | "Trem Infinito (BR)" "Infinity Train" | Nick Cross (arte) e Randy Myers (animação) | Owen Dennis | 2 de novembro de 2016 (online) 29 de dezembro de 2017 (online) | 00                 | 0.73                   |
| Uma jovem garota chamada Tulip, que reside em um trem infinito (um trem cheio de infinitas dimensões diferentes), acaba em um mundo cheio de Corgis chamado Corginia; lá os Corgis são perseguidos por uma criatura maligna chamada Steward, e Atticus, rei dos corgis, acredita que Tulip pode derrotá-lo. |   |                                       |                                            |             |                                                                |                    |                        |

### Livro 1 -The Perennial Child/ A Criança Perene(2019)
Os protagonistas desta temporada são: Tulip, Um-Um e Atticus.
A estréia da primeira temporada foi ao ar em 5 de agosto de 2019 às 19:30 (no horário dos EUA) e sua estreia online legendada no canal do Youtube do Brasil foi no dia 26 de agosto de 2019 às 23:00 (no horário de Brasília) até 30 de agosto de 2019. A estreia televisiva dublada foi em 4 de novembro de 2019.
Em 5 de fevereiro de 2020, foi confirmado que o Livro 1 terá sua exibição original por DVD em 21 de abril de 2020 nos Estados Unidos.
De acordo com Owen Dennis no Twitter, seu subtítulo se apresenta como: "The Perennial Child" / "A Criança Perene".
| # | #  | Título                                                  | Escrito por                                                  | Storyboards por                                                 | Estreias                                  | Código de produção | Audiência (em milhões) |
| --- | -- | ------------------------------------------------------- | ------------------------------------------------------------ | --------------------------------------------------------------- | ----------------------------------------- | ------------------ | ---------------------- |
| 1 | 1  | "O Vagão Quadriculado (BR)" "The Grid Car"              | Lindsay Katai, Madeline Queripel, Owen Dennis e Cole Sanchez | Madeline Queripel, Sofia Alexander, Cole Sanchez, e Owen Dennis | 5 de agosto de 2019 4 de novembro de 2019 | V101               | 0.46                   |
| Tulip é programadora de jogos e tem um acampamento de design jogos para ir, que fica em Oshkosh. Seu pai estava encarregado de a levar pra lá mas não pode ir. Estressada, Tulip foge para a floresta em uma maneira de achar uma forma de ir ao acampamento sem a ajuda de seu pai, Mas é atraída por um trem misterioso. |    |                                                         |                                                              |                                                                 |                                           |                    |                        |
| 2 | 2  | "O Vagão da Praia (BR)" "The Beach Car"                 | Alex Horab                                                   | Kellye Perdue e Sam Spina                                       | 5 de agosto de 2019 4 de novembro de 2019 | V102               | 0.47                   |
| Tulip faz um acordo com um gato suspeito...será que funcionou? |    |                                                         |                                                              |                                                                 |                                           |                    |                        |
| 3 | 3  | "O Vagão dos Corgis (BR)" "The Corgi Car"               | Owen Dennis e Justin Michael                                 | Sarah Soh, Jessie Wong, e Owen Dennis                           | 6 de agosto de 2019 5 de novembro de 2019 | V103               | 0.53                   |
| Tulip encontra um vagão de corgis. E Atticus, rei dos corgis, pede a ajuda dela para salvar seu povo do robô Steward. |    |                                                         |                                                              |                                                                 |                                           |                    |                        |
| 4 | 4  | "O Vagão de Cristal (BR)" "The Crystal Car"             | Lindsay Katai                                                | Sofia Alexander e Ryan Pequin                                   | 6 de agosto de 2019 5 de novembro de 2019 | V104               | 0.50                   |
| Tulip, Atticus e One-One vão para um vagão onde tudo é feito de cristal. E para passar, eles terão que fazer um ritual musical. |    |                                                         |                                                              |                                                                 |                                           |                    |                        |
| 5 | 5  | "O Vagão da Gata (BR)" "The Cat's Car"                  | Justin Michael                                               | Kellye Perdue e Sam Spina                                       | 7 de agosto de 2019 6 de novembro de 2019 | V105               | 0.48                   |
| Após ser presa em uma fita pela gata, Tulip cara a cara, enfrenta seu passado. |    |                                                         |                                                              |                                                                 |                                           |                    |                        |
| 6 | 6  | "O Vagão Inacabado (BR)" "The Unfinished Car"           | Alex Horab                                                   | Sofia Alexander, Ryan Pequin, e Madeline Queripel               | 7 de agosto de 2019 6 de novembro de 2019 | V106               | 0.47                   |
| Quando Tulip, Atticus e One-One vão para um vagão pela metade, One-One tenta o consertar estranhamente. |    |                                                         |                                                              |                                                                 |                                           |                    |                        |
| 7 | 7  | "O Vagão Cromado (BR)" "The Chrome Car"                 | Lindsay Katai                                                | Jessie Wong e Jacob Winkler                                     | 8 de agosto de 2019 7 de novembro de 2019 | V107               | 0.54                   |
| Tulip e seus amigos vão para um vagão cromado. |    |                                                         |                                                              |                                                                 |                                           |                    |                        |
| 8 | 8  | "O Vagão da Piscina de Bolinha (BR)" "The Ball Pit Car" | Alex Horab                                                   | Kellye Perdue e Sam Spina                                       | 8 de agosto de 2019 7 de novembro de 2019 | V108               | 0.50                   |
| Tulip confronta uma nova força estranha em um vagão. |    |                                                         |                                                              |                                                                 |                                           |                    |                        |
| 9 | 9  | "O Vagão do Passado (BR)" "The Past Car"                | Justin Michael                                               | Ryan Pequin e Sofia Alexander                                   | 9 de agosto de 2019 8 de novembro de 2019 | V109               | 0.44                   |
| Tulip se deixa levar e arrisca confiar em um velho inimigo para saber a verdade sobre o condutor do trem. |    |                                                         |                                                              |                                                                 |                                           |                    |                        |
| 10 | 10 | "O Motor (BR)" "The Engine"                             | Lindsay Katai                                                | Jessie Wong and Jacob Winkler                                   | 9 de agosto de 2019 8 de novembro de 2019 | V110               | 0.48                   |
| Tulip chega a frente do trem, e terá que fazer sua maior escolha. |    |                                                         |                                                              |                                                                 |                                           |                    |                        |

### Livro 2 -Cracked Reflection / Reflexão Quebrada(2020)
Os protagonistas desta temporada são: Jesse, Tulip Espelho / Lake e Alandrácula.
A segunda temporada estreou nos EUA em 6 de janeiro de 2020, enquanto no Brasil em 2 de março de 2020.
De acordo com Owen Dennis no Twitter, seu subtítulo se apresenta como: "Cracked Reflection" / "Reflexão Quebrada".
| # | #  | Título                                                     | Escrito por    | Storyboards por                                            | Estreias                                 | Código de produção | Audiência (em milhões) |
| --- | -- | ---------------------------------------------------------- | -------------- | ---------------------------------------------------------- | ---------------------------------------- | ------------------ | ---------------------- |
| 11 | 1  | "O Vagão do Mercado Paralelo (BR)" "The Black Market Car"  | Justin Michael | Kellye Perdue e Sam Spina                                  | 6 de janeiro de 2020 2 de março de 2020  | V201               | 0.34                   |
| M.T, um reflexo quebrado disposto a ganhar sua liberdade, vaga pelo trem infinito explorando seus inúmeros vagões enquanto foge da polícia do espelho. Em um vagão, M.T encontra um cervo chamado "Alan Dracula" e um menino que morava no Arizona chamado Jesse. |    |                                                            |                |                                                            |                                          |                    |                        |
| 12 | 2  | "O Vagão da Árvore Genealógica (BR)" "The Family Tree Car" | Lindsay Katai  | Jessie Wong e Jacob Winkler                                | 6 de janeiro de 2020 2 de março de 2020  | V202               | 0.37                   |
| Para procurar Alan Dracula, Mirror Tulip e Jesse descem em uma árvore genealógica onde várias famílias estão tendo problemas pessoais. M.T e Jesse terão que deixar suas diferenças de lado para achar seu cervo.                                                 |    |                                                            |                |                                                            |                                          |                    |                        |
| 13 | 3  | "O Vagão do Mapa (BR)" "The Map Car"                       | Alex Horab     | Sofia Alexander e Ryan Pequin                              | 7 de janeiro de 2020 3 de março de 2020  | V203               | 0.43                   |
| M.T e Jesse vão para um vagão onde é preciso achar todas as peças de um mapa para o desbloquear. |    |                                                            |                |                                                            |                                          |                    |                        |
| 14 | 4  | "O Vagão do Sapo (BR)" "The Toad Car"                      | Justin Michael | Kellye Perdue e Sam Spina                                  | 7 de janeiro de 2020 3 de março de 2020  | V204               | 0.40                   |
| M.T e Jesse finalmente são obrigados a saber sobre a verdade um do outro quando são presos em um vagão e emboscados pela polícia do espelho. |    |                                                            |                |                                                            |                                          |                    |                        |
| 15 | 5  | "O Vagão do Parasita (BR)" "The Parasite Car"              | Justin Michael | Jessie Wong e Jacob Winkler                                | 8 de janeiro de 2020 4 de março de 2020  | V205               | 0.43                   |
| Mirror Tulip e Jesse se sentem desconfortáveis com um verme parasitário que fica na boca de Alan Dracula. |    |                                                            |                |                                                            |                                          |                    |                        |
| 16 | 6  | "O Vagão da Gata da Sorte (BR)" "The Lucky Cat Car"        | Lindsay Katai  | Ryan Pequin e Madeline Queripel                            | 8 de janeiro de 2020 4 de março de 2020  | V206               | 0.41                   |
| A turma precisa competir contra um participante misterioso para sair de um vagão de carnaval. |    |                                                            |                |                                                            |                                          |                    |                        |
| 17 | 7  | "O Vagão do Shopping (BR)" "The Mall Car"                  | Alex Horab     | Kellye Perdue e Sam Spina                                  | 9 de janeiro de 2020 5 de março de 2020  | V207               | 0.49                   |
| Mirror Tulip e Jesse vão a um vagão onde os Apex se refugiam e eles percebem que eles não são tão legais quanto parecem. |    |                                                            |                |                                                            |                                          |                    |                        |
| 18 | 8  | "O Terreno Baldio (BR)" "The Wasteland"                    | Lindsay Katai  | Ryan Pequin, Annisa Adjani, Madeline Queripel, e Sarah Soh | 9 de janeiro de 2020 5 de março de 2020  | V208               | 0.46                   |
| Mirror Tulip viaja com Agent Mace decapitado pelo lado de fora do trem. |    |                                                            |                |                                                            |                                          |                    |                        |
| 19 | 9  | "O Vagão da Fita (BR)" "The Tape Car"                      | Justin Michael | Jessie Wong e Jacob Winkler                                | 10 de janeiro de 2020 6 de março de 2020 | V209               | 0.41                   |
| M.T tenta conseguir um número em um vagão para conseguir ir para casa com Jesse. |    |                                                            |                |                                                            |                                          |                    |                        |
| 20 | 10 | "O Vagão do Número (BR)" "The Number Car"                  | Alex Horab     | Kellye Perdue e Sam Spina                                  | 10 de janeiro de 2020 6 de março de 2020 | V210               | 0.38                   |
| Mirror Tulip tem uma batalha final com Agent Sieve para obter o direito de fazer suas próprias escolhas e ir para casa com Jesse. |    |                                                            |                |                                                            |                                          |                    |                        |

### Livro 3 -Cult of the Conductor/Culto do Condutor(2020)
Os protagonistas desta temporada são: Grace, Simon, Hazel e Tuba.
Foi a primeira temporada da série a ser liberada exclusivamente para o serviço de streaming da HBO Max. Os primeiros cinco episódios foram liberados no dia 13 de agosto de 2020, enquanto os episódios de 6 à 8 foram lançados no dia 20 de agosto de 2020, encerrando a temporada no dia 27 de agosto de 2020 com os episódios 9 e 10. O subtítulo do livro é Cult of the Conductor (Culto do Condutor).
No Brasil, a temporada estreou no dia 29 de julho de 2021 no serviço de streaming HBO Max.
| # | #  | Título                                       | Escrito por    | Storyboards por                             | Estreias                                 | Código de produção |
| --- | -- | -------------------------------------------- | -------------- | ------------------------------------------- | ---------------------------------------- | ------------------ |
| 21 | 1  | "O Carro Musical (BR)" "The Musical Car"     | Justin Michael | Kellye Perdue e Ryan Shannon                | 13 de agosto de 2020 29 de julho de 2021 | V301               |
| Como de costume, os Apex sempre explorando os vagões do trem e os danificando por diversão, destruindo ate os habitantes desses vagões, que por qual os apex sempre tem repudio deles, por serem "nulos" e não terem sentimentos. Mas um momento, quando eles foram explorar mais um, o vagão dos apex se deslocou para bem longe, deixando Grace e Simon sozinhos. Agora eles terão que passar por uma grande jornada afim de chegarem em seu vagão novamente. |    |                                              |                |                                             |                                          |                    |
| 22 | 2  | "The Jungle Car"                             | Alex Horab     | Jesse Wong e Angela Kim                     | 13 de agosto de 2020 29 de julho de 2021 | V302               |
| Na jornada de alcançar o vagão dos Apex, Grace e Simon encontram um vagão de selva que habita uma garotinha chamada Hazel seu gorila amigo Tuba. Os dois convidam Hazel para participar dos Apex, e Hazel aceita se ela poder vir com Tuba, mas Grace e Simon nao vao muito bem com tuba por ele ser um "nulo" então eles arrumam um jeito de tirar Tuba de perto dela.                                                                                         |    |                                              |                |                                             |                                          |                    |
| 23 | 3  | "The Debutante Ball Car"                     | Lindsay Katai  | Kellye Perdue e Ryan Shannon                | 13 de agosto de 2020 29 de julho de 2021 | V303               |
| O quarteto chega em um vagão chique, e para fugir, e preciso aprender a dançar valsa. |    |                                              |                |                                             |                                          |                    |
| 24 | 4  | "Le Chat Chalet Car"                         | Alex Horab     | Diana Huh e Jacob Winkler                   | 13 de agosto de 2020 29 de julho de 2021 | V304               |
| O grupo entra em um vagão nevado com uma forte nevasca, onde decidem acampar e encontram a gata. |    |                                              |                |                                             |                                          |                    |
| 25 | 5  | "The Color Clock Car"                        | Justin Michael | Angela Kim e Jessie Wong                    | 13 de agosto de 2020 29 de julho de 2021 | V305               |
| Grace, Simon, Hazel e Tuba precisam resolver um quebra cabeça complicado para sair de um vagão. Quando fogem do vagão, Tuba acaba caindo em uma enrascada quase caindo do trem, enquanto Grace leva Hazel para o próximo vagão, Simon vai resgatar Tuba mas o engana, o empurrando para as rodas do trem causando sua morte. Hazel sabendo da notícia, fica abalada e se transforma em uma pessoa-tartaruga.                                                    |    |                                              |                |                                             |                                          |                    |
| 26 | 6  | "The Campfire Car"                           | Lindsay Katai  | Kellye Perdue, Jessie Wong, e Ryann Shannon | 20 de agosto de 2020 29 de julho de 2021 | V306               |
| Hazel, assustada com a nova forma, eventualmente se acalma e volta a forma normal. Depois, descobre que Simon assassinou Tuba e pretende matá-la, mas Grace a acalma novamente. |    |                                              |                |                                             |                                          |                    |
| 27 | 7  | "The Canyon of the Golden Winged Snakes Car" | Lindsay Katai  | Diana Huh e Jacob Winkler                   | 20 de agosto de 2020 29 de julho de 2021 | V307               |
| Simon percebe que seu rastreador capta Amelia. Ela avisa aos amigos que One-One não tem ideia de que eles estão no trem e que os vagões estão com problemas. |    |                                              |                |                                             |                                          |                    |
| 28 | 8  | "The Hey Ho Whoa Car"                        | Justin Michael | Angela Kim e Marie Lum                      | 20 de agosto de 2020 29 de julho de 2021 | V308               |
| Hazel e Grace são resgatadas de uma serpente por Amelia que se apresenta apropriadamente. Simon chega pra avisar sobre ela. |    |                                              |                |                                             |                                          |                    |
| 29 | 9  | "The Origami Car"                            | Alex Horab     | Kellye Perdue e Ryann Shannon               | 27 de agosto de 2020 29 de julho de 2021 | V309               |
| Grace convida a Hazel a se juntar ao Apex, mas ela recusa e prefere aprender com Amelia. Ao entrar no vagão do Origami, Simon puxa o gravador para Grace, enviando-a em sua mente. |    |                                              |                |                                             |                                          |                    |
| 30 | 10 | "The New Apex"                               | Justin Michael | Diana Huh e Jacob Winkler                   | 27 de agosto de 2020 29 de julho de 2021 | V310               |
| Grace é pertubada quando Hazel a culpa pela morte de Tuba, mas admite o que ela fez. Após escapar de sua mente, Grace descobre que Simon se tornou um novo líder. Simon tenta matar ela fora do vagão, mas é sugado e morto por um Ghom. |    |                                              |                |                                             |                                          |                    |

### Livro 4 -Duet/Dueto(2021)
Com a série renovada, e com um trailer lançado, O livro foi disponibilizado no serviço de streaming HBO Max com todos os 10 episódios em 15 de abril de 2021. Este é o último livro e a última temporada da série.
| #  | #  | Título                 | Escrito por | Storyboards por | Estreias                                   | Código de produção |
| -- | -- | ---------------------- | ----------- | --------------- | ------------------------------------------ | ------------------ |
| 31 | 1  | "The Twin Tapes"       | TBA         | TBA             | 15 de abril de 2021 16 de setembro de 2021 | V401               |
| 32 | 2  | "The Iceberg Car"      | TBA         | TBA             | 15 de abril de 2021 16 de setembro de 2021 | V402               |
| 33 | 3  | "The Old West Car"     | TBA         | TBA             | 15 de abril de 2021 16 de setembro de 2021 | V403               |
| 34 | 4  | "The Pig Baby Car"     | TBA         | TBA             | 15 de abril de 2021 16 de setembro de 2021 | V404               |
| 35 | 5  | "The Astro Queue Car"  | TBA         | TBA             | 15 de abril de 2021 16 de setembro de 2021 | V405               |
| 36 | 6  | "The Party Car"        | TBA         | TBA             | 15 de abril de 2021 16 de setembro de 2021 | V406               |
| 37 | 7  | "The Art Gallery Car"  | TBA         | TBA             | 15 de abril de 2021 16 de setembro de 2021 | V407               |
| 38 | 8  | "The Mega Maze Car"    | TBA         | TBA             | 15 de abril de 2021 16 de setembro de 2021 | V408               |
| 39 | 9  | "The Castle Car"       | TBA         | TBA             | 15 de abril de 2021 16 de setembro de 2021 | V409               |
| 40 | 10 | "The Train to Nowhere" | TBA         | TBA             | 15 de abril de 2021 16 de setembro de 2021 | V410               |

## Curtas

### The Train Documentaries (2019)
Curtas que mostram One-One documentando sobre os vagões do trem após voltar a ser o condutor. Os episódios foram primeiramente exibidos no site da Cartoon Network.
Na TV brasileira, Os dois primeiros curtas foram exibidos em 17 de fevereiro de 2020 e no YouTube no dia 20 de fevereiro de 2020. Cada curta, no YouTube, foi exibido de 30 em 30 minutos. Sua exibição final foi no dia 22 de fevereiro de 2020.
| # | Título                                                       | Escrito por    | Storyboards por | Estreias                                                |
| --- | ------------------------------------------------------------ | -------------- | --------------- | ------------------------------------------------------- |
| 1 | "O Vagão Verde (BR)" "The Green Car"                         | Justin Michael | Jessie Wong     | 18 de outubro de 2019 17 de fevereiro de 2020           |
| Como o novo condutor do trem, One-One introduz um vagão onde tudo é verde, também, conhecendo um habitante local chamado Ben Greene e um buraco na parede lembrando um veado.     |                                                              |                |                 |                                                         |
| 2 | "O Vagão do Pequeno Mago (BR)" "The Tiny Wizard Car"         | Lindsay Katai  | Sam Spina       | 18 de outubro de 2019 17 de fevereiro de 2020           |
| One-One documenta sobre o vagão dos pequenos bruxos, Entrevistando e presenciando um rompimento de amizade.                                                                       |                                                              |                |                 |                                                         |
| 3 | "O Vagão Kaiju (BR)" "The Kaiju Car"                         | Justin Michael | Kellye Perdue   | 25 de outubro de 2019 20 de fevereiro de 2020 (Online)  |
| Neste episódio de documentário, One-One visita um vagão onde tudo é um caos. |                                                              |                |                 |                                                         |
| 4 | "O Vagão da Assistência Técnica (BR)" "The Tech Support Car" | Alex Horab     | Ryan Pequin     | 25 de outubro de 2019 20 de fevereiro de 2020 (Online)  |
| One-One introduz o vagão de assistência técnica dos Randalls. |                                                              |                |                 |                                                         |
| 5 | "O Vagão da Neve (BR)" "The Snow Car"                        | Alex Horab     | Jacob Winkler   | 1 de novembro de 2019 20 de fevereiro de 2020 (Online)  |
| One-One visita o vagão de neve. Eles tentam improvisar seu documentário porque não lembram o seu motivo de estar ali. Só depois os dois lembraram que ficaram presos ali 33 anos. |                                                              |                |                 |                                                         |
| 6 | "O Vagão da Colina (BR)" "The Hill Car"                      | Lindsay Katai  | Sofia Alexander | 1 de novembro de 2019 22 de fevereiro de 2020 (Online)  |
| One-One documenta sobre o vagão da colina. Onde são perseguidos por uma ave, e encontrando a saída do vagão esmagada, os preocupando.                                             |                                                              |                |                 |                                                         |
| 7 | "O Vagão do Cinema (BR)" "The Movie Theater Car"             | Justin Michael | Jacob Winkler   | 8 de novembro de 2019 22 de fevereiro de 2020 (Online)  |
| One-One faz um documentário sobre o vagão da cinematografia, onde aparecem personagens antropomórficos cantando e dançando na porta do vagão.                                     |                                                              |                |                 |                                                         |
| 8 | "O Vagão do Pato Vesgo (BR)" "The Cross-Eyed Ducks Car"      | Justin Michael | Ryan Pequin     | 8 de novembro de 2019 22 de fevereiro de 2020 (Online)  |
| One-One visita o vagão dos patos-vesgos. |                                                              |                |                 |                                                         |
| 9 | "O Vagão da Vagoneta (BR)" "The Minecart Car"                | Alex Horab     | Jessie Wong     | 15 de novembro de 2019 22 de fevereiro de 2020 (Online) |
| One-One visita o vagão do carrinho de minas, encontrando uma grande toupeira coberta de lava.                                                                                     |                                                              |                |                 |                                                         |
| 10 | "O Vagão do Bolo de Casamento (BR)" "The Wedding Cake Car"   | Alex Horab     | Kellye Perdue   | 15 de novembro de 2019 22 de fevereiro de 2020 (Online) |
| One-One introduz o vagão onde há bolos de casamento e crianças aparentemente selvagens.                                                                                           |                                                              |                |                 |                                                         |

## Mídia Doméstica
O Livro 1 de Infinity Train, (Book One) foi lançado por DVD em 21 de abril de 2020 com elementos exclusivos como:
- Animatics
- Galeria do trem de Infinity Train
- Comentários
- A mistura do episódio final
- The Train Documentaries (curtas)

### Lançamento no DVD
| Livro | Dia do Lançamento   | Notas |
| ----- | ------------------- | ----- |
| 1     | 21 de abril de 2020 |       |